# Autocyrota diacma
Autocyrota diacma är en fjärilsart som beskrevs av Edward Meyrick 1933. Autocyrota diacma ingår i släktet Autocyrota och familjen mott. Inga underarter finns listade i Catalogue of Life.